# Charles Spence Bate
Charles Spence Bate, FRS (Truro, Cornwall, 16 maart 1819, – Devon, 29 juli 1889) was een Brits dierkundige en tandheelkundige.

## Leven
Hij werd geboren in Trenick House nabij Truro. Zijn vader was Charles Bate (1789–1872) en zijn moeder Harriet Spence (1788–1879). Charles nam de familienaam "Spence Bate" aan, misschien om zich te onderscheiden van zijn vader, en gebruikte die naam consequent in zijn publicaties; ook zijn tijdgenoten noemden hem steevast bij die naam.
Vanaf 1841 was hij tandarts te Swansea en in 1851 nam hij in Plymouth de praktijk van zijn vader over. In 1855 werd hij voorzitter van de Odontology Society (tandheelkundig genootschap) en publiceerde vele werken over tandheelkunde.
Hij gold als een autoriteit op het vlak van kreeftachtigen en werd daarvoor in 1861 verkozen tot fellow of the Royal Society. Hij correspondeerde vaak met Charles Darwin, vooral over hun gemeenschappelijk interesse in rankpootkreeften. Samen met John Obadiah Westwood publiceerde hij in 1868 "A history of the British sessile-eyed Crustacea" (een geschiedenis van de Britse vastogige kreeftachtigen). Hij schreef verslagen over de kreeftachtigen verzameld tijdens de expeditie van de HMS Challenger van 1872-1876.
Hij overleed in The Rock, South Brent (Devon) op 29 juli 1889 en werd begraven te Plymouth.

## Familie
Hij huwde op 17 juni 1847 in de kerk van Little Hempston bij Totnes met Emily Amelia, dochter van John Hele en zuster van de parochiepriester Henry Hele. Zij overleed op 4 april 1884 en liet hem twee zonen en een dochter na. Bate hertrouwde in oktober 1887.

## Nalatenschap
Een aantal soorten zijn naar hem genoemd:
- Pseudoparatanais batei (G. O. Sars, 1882)
- Amphilochus spencebatei (Stebbing, 1876)
- Scyllarus batei Holthuis, 1946
- Costa batei (Brady, 1866)
- Periclimenes batei Holthuis, 1959

- Stuttgart Database of Scientific Illustrators 1450–1950: 268
- Gemeinsame Normdatei: 117567728
- International Standard Name Identifier: 0000 0000 8368 4217
- Library of Congress Control Number: n87132531
- Nationale bibliotheek van Australië: 35207610
- Nederlandse Thesaurus van Auteursnamen: 132239248
- SNAC: w6775hh7
- Système universitaire de documentation: 185638821
- Virtual International Authority File: 29926149
- WorldCat: E39PBJpTXFGbbRXKQXgRdC9kXd